# Kackenköpfe
Die Kackenköpfe sind ein aus drei bewaldeten Felsköpfen bestehender 1560 m ü. NHN hoher Berg in den Allgäuer Alpen.

## Lage und Umgebung
Sie erheben sich südlich des Rohrmooser Tals. Die drei Köpfe haben die Höhen 1560 m ü. NHN (Höchster Kackenkopf), 1558 m ü. NHN (Gernspitz) und 1456 m ü. NHN (Vorderer Kackenkopf). Westlich von Letzterem liegt die 1407 m ü. NHN hohe Kammerhebung Mittagspitz. Die Kackenköpfe bilden die natürliche Fortsetzung der aufeinanderfolgenden Wandstufen von Hohem Ifen, Oberen und Unteren Gottesackerwänden.

## Besteigung
Auf die Kackenköpfe führt kein markierter Weg. Sie können weglos durch den Wald erreicht werden. Da die Gipfel bewaldet sind, ist die Aussicht sehr eingeschränkt (allenfalls nach Norden in Richtung Besler und nach Nordosten in Richtung Oberstdorf). Daher sind sie touristisch unbedeutend.

## Weblinks

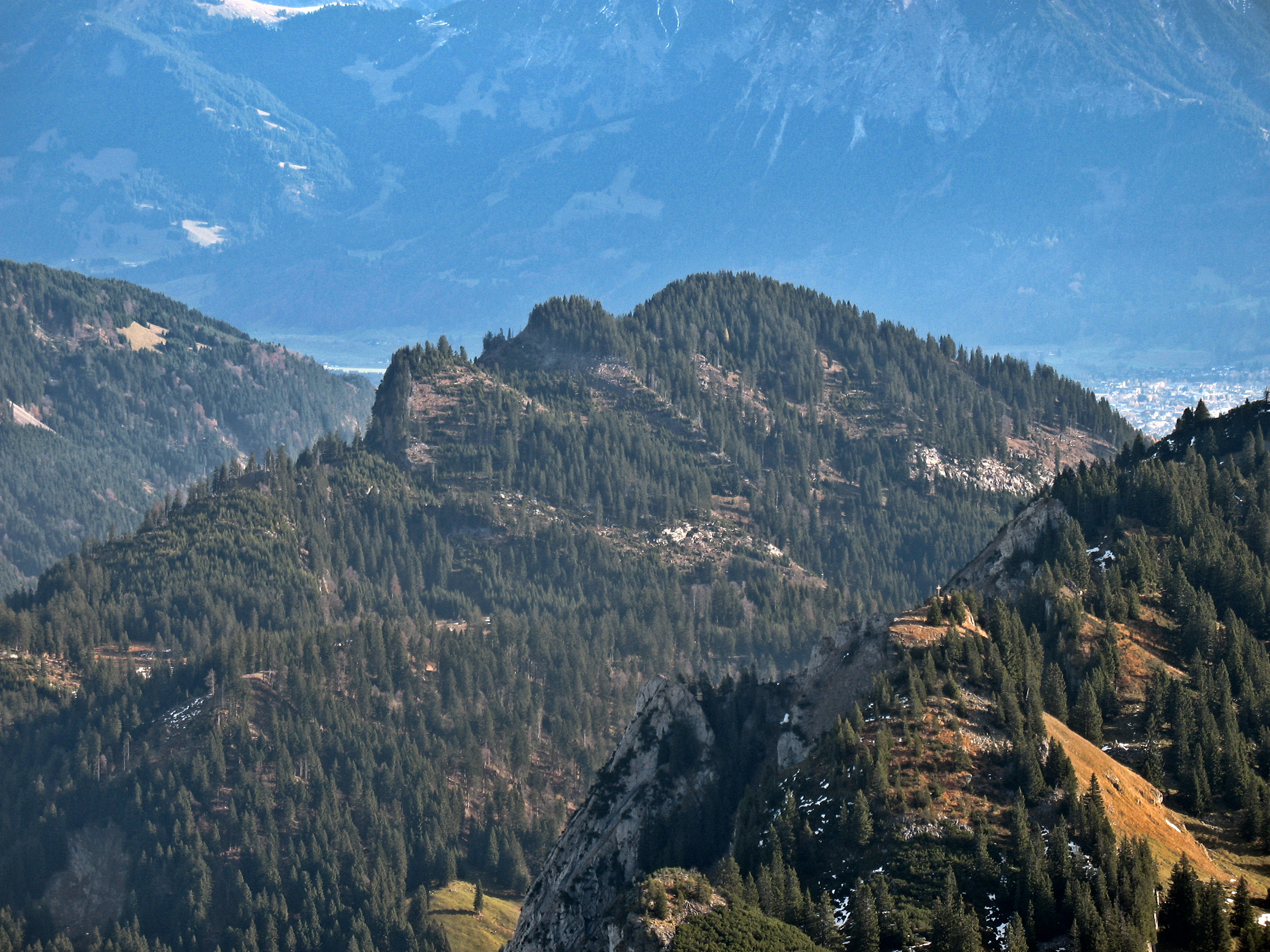
Von den Unteren Gottesackerwänden